# Bulbophyllum rariflorum
Bulbophyllum rariflorum là một loài phong lan thuộc chi Bulbophyllum.